# Oxide
In de anorganische chemie is een oxide een chemische verbinding tussen een ander element en zuurstof, waarin zuurstof als oxidator optreedt en de oxidatietoestand −2 aanneemt (O2−).

## Oxidatie
Omdat de elektronegativiteit van zuurstof hoog is, kan zuurstof vrijwel elke andere stof oxideren. Een uitzondering is fluor, het enige element dat zuurstof kan oxideren. Verbindingen tussen fluor en zuurstof zijn dus eerder zuurstoffluoriden dan fluoroxiden.
Met vrijwel alle andere elementen vormt zuurstof oxiden. Uitzonderingen zijn de lichtere edelgassen, ook met edelmetalen, zoals goud vormt zuurstof maar moeizaam oxiden. Deze oxiden zijn metastabiel.
Een voorbeeld van oxidevorming is de verbranding (oxidatie) van magnesium:
{\displaystyle {\ce {2Mg + O2 -> 2 MgO}}}
Men onderscheidt metaaloxide en niet-metaaloxide.

## Soorten oxiden
Op basis van het reactieprodukt van hun reactie met water onderscheidt men wel twee soorten oxiden:
- basische oxiden: deze reageren met water tot een base.
- zure oxiden: deze reageren met water tot een zuur

## Oxidehuid
De oxiden van sommige metalen, bijvoorbeeld aluminium en koper, vormen een afsluitende laag op het metaal, zodat de oxidatiereactie, bij gebrek aan zuurstof, stopt en verdere corrosie wordt voorkomen.

## Elementen, oxides en zouten
In het schema hiernaast is de relatie weergegeven tussen elementen, hun oxides, de reactie van de oxides met water en de zouten die hieruit gevormd worden, of die bij ontleding de verschillende stoffen teruggeven. De nummers in onderstaande lijst verwijzen naar de nummers in het schema.
- Elementen kunnen verdeeld worden in metalen (M) en niet-metalen (X).
- In onderstaande voorbeelden zijn alle zouten als hele stof genoteerd. Veel reacties worden echter in oplossing uitgevoerd, en dan zijn de zouten uiteraard gesplitst in ionen.
- Van reacties tussen metalen en niet-metaaloxides zijn geen voorbeelden bekend, noch van de omgekeerde reactie: een zout dat ontleedt naar een metaal en een niet-metaaloxide.
- Van reacties tussen niet-metalen en metaaloxides zijn geen voorbeelden bekend, noch van de omgekeerde reactie: een zout dat ontleedt naar een metaaloxide en een niet-metaal in zijn elementvorm.

1De reactie van een metaal (M) met zuurstof levert een metaaloxide (MO). Voorbeelden van deze reactie zijn:
- {\displaystyle {\ce {2\ Cu\ +\ O2\ ->\ 2\ CuO}}}
- {\displaystyle {\ce {Ti\ +\ O2\ ->\ TiO2}}}

2De reactie van een niet-metaal (X) met zuurstof levert een niet-metaaloxide (XO).
- {\displaystyle {\ce {C\ +\ O2\ ->\ CO2}}}
- {\displaystyle {\ce {S8\ +\ 12\ O2\ ->\ 8\ SO3}}}

3De reactie van een metaaloxide met water geeft een hydroxide.
- {\displaystyle {\ce {Na2O\ +\ H2O\ ->\ 2\ NaOH}}}
- {\displaystyle {\ce {CaO\ +\ H2O\ ->\ Ca(OH)2}}}
De reactie van ongebluste kalk (calciumoxide) met water levert gebluste kalk.

4De reactie van een niet-metaaloxide met water levert een zuur op.
- {\displaystyle {\ce {N2O5\ +\ H2O\ ->\ 2\ HNO3}}}
- {\displaystyle {\ce {CO2\ +\ H2O\ ->\ H2CO3}}}

5De reactie van een metaal met een niet-metaal levert een zout op
- {\displaystyle {\ce {Fe\ S\ ->\ FeS}}}
- {\displaystyle {\ce {2Fe\ +\ 3\ Cl2\ ->\ 2\ FeCl3}}}

6Van de reactie tussen een metaaloxide en een niet-metaaloxide waarbij een zout ontstaat zijn geen voorbeelden bekend. Van de omgekeerde reactie, een zout dat ontleed in een metaaloxide en een niet-metaaloxide, is het belangrijkste voorbeeld de vorming van ongebluste kalk uit calciumcarbonaat:
{\displaystyle {\ce {CaCO3\ ->\ CaO\ +\ CO2}}}
7Metaaloxides reageren vaak met zuren onder vorming van zouten.
- {\displaystyle {\ce {CuO\ +\ H2SO4\ ->\ CuSO4\ +\ H2O}}}
Koper(II)oxide reageert met zwavelzuur tot een oplossing van koper(II)sulfaat.

8Niet-metaaloxides reageren met hydroxides tot zouten:
- {\displaystyle {\ce {CO2\ +\ 2\ NaOH_{(aq)}\ ->\ Na2CO3\ +\ H2O}}}
Op laboratoriumschaal wordt deze reactie toegepast om koolstofdioxide met behulp van een oplossing van natriumhydroxide uit lucht te verwijderen.

9Een hydroxide reageert met een zuur tot een zout
- {\displaystyle {\ce {NaOH\ +\ HCl\ ->\ NaCl\ +\ H2O}}}
De titratiereactie.

10Een zuur reageert met een metaal tot een zout
- {\displaystyle {\ce {Fe\ +\ H2SO4\ ->\ FeSO4\ +\ H2}}}[1]
- {\displaystyle {\ce {Cu\ +\ 2\ HCl\ ->\ CuCl2+H2}}}[2]

## Overzicht van de oxide-mineralen

### A
aeschyniet - anataas - arsenoliet

### B
betafiet - bindheimiet - bixbyiet - brookiet - bruchiet - bunseniet

### C
cassiteriet - chormiet - chrysoberil - cristobaliet - coronadiet - cupriet - curiet

### D
eiaspoor

### E
euxeniet

### F
ferberiet - ferratapioliet - ferrocolumbiet - frankliniet

### G
gahniet - gibbsiet - goethiet

### H
haumanniet - hematiet - hollandiet - hübneriet

### I
ijzermenie - ilmeniet - ilmenorutiel

### K
korund - kwarts

### L
lepidorcrociet - lithioforiet - loodmenie - lopariet

### M
magnetiet - manganotantaliet - melanoflogiet - mircoliet

### O
opaal

### P
perovskiet - plattneriet - pyrochloor - pyrolusiet

### R
rutiel

### S
senarmontiet - spinel - stibiconiet - stibiotantaliet - siliciumdioxide

### T
telluriet - tenoriet - titanowodginiet - todorokiet - tridymiet

### U
uraniniet

### V
valentiniet

### Z
zinkiet